# 泰迪熊 (电影)
《熊麻吉》（英語：Ted），是一部2012年上映美国R级喜剧片，電影由塞思·麦克法兰执导，除此之外他還兼任故事創作、編劇、製片及為-泰迪熊}-擔任配音。而马克·沃尔伯格是繼2010年演出《約會喔麥尬》後另一套主演喜劇片。该片是目前为止全球票房最高的原创限制级喜剧片，以及2012年票房最高的限制级喜剧片。本片续集《泰迪熊2》于2015年6月26日上映。

## 剧情
1985年，在美国麻省大波士顿的一个小鎮裏，约翰·班尼特是个沒有朋友的小男孩，没有人跟他玩，就连被邻居欺负的孩子，也叫他滚蛋。在那年的圣诞节，他获得了一只大泰迪熊作为他的生日礼物，并给它起名为Teddy（简称Ted），但由于约翰没有朋友，于是在睡前祈祷，希望這個絨毛玩偶能够成为他的好朋友，跟他說話。约翰许愿完后，一颗大大的流星从天而降，而第二天他的美夢成真，絨毛玩偶開始有了生命，他欣喜若狂。此事在美国轰动一时，而Ted在那时也短暂地成为了一个家喻户晓的「名熊」。
时光飞逝，27年后，长大的约翰和Ted，住在他们位于波士顿老城区的新家，约翰在一家汽车租赁公司里找到了工作，而Ted则过着“无所事事”的生活（幾乎每天飲酒、吸大麻），而另一方面，约翰需要马上“解决”他与女朋友、办公室白领羅莉长达四年的戀情問題。约翰與羅莉交往了四年，羅莉希望约翰能夠求婚，但羅莉担心如果Ted不離開約翰，兩人戀情可能无法继续下去，因为Ted已变成了一个肮脏，粗俗，令人讨厌的“败家子”。
虽然约翰并不愿意赶走這位跟随他一生的好伙伴，但是当约翰跟羅莉在交往四年的纪念日約會結束，回到家门就发现Ted召来四名妓女狂歡，而Ted與妓女們玩真心话大冒险时，竟然有人在地板上大便。这件事给了约翰“赶走”Ted的“理由”。为了安顿好Ted，约翰幫它租了一栋公寓，又幫Ted在超市找了一份工作。超市的老闆個性怪異，在超市裏，Ted非常不盡職，舉動荒誕，老闆竟然還讓Ted升职。非常荒唐的Ted也與肤浅的女同事妲蜜琳（Tami-Lynn）墜入愛河，還要約翰猜這女生的名字。而约翰怕Ted孤独，多次以羅莉出事为由，向公司请假去陪伴Ted，羅莉知道后非常气愤。同时，一位名叫唐尼的人（小时候将Ted當作偶像），想“霸占”Ted作为给他任性胖儿子罗伯的礼物，但约翰拒绝了。
约翰和羅莉的关系，随着愛慕羅莉的总经理瑞斯的派对，而有了着落，在瑞斯的派对上，Ted突然打电话给约翰，邀約翰去参加派对，因为可以见到小时候的电影偶像山姆·J·瓊斯。约翰并原本想去Ted的派对呆几分钟就好，但当山姆.瓊斯说服约翰和Ted吸食可卡因，且因派对声响过大而打擾了鄰居，鄰居忍无可忍后闖入，使得派对彻底失控。最后，当约翰离开公寓时，羅莉发现了约翰并愤怒地和他分手。约翰很伤心，因此向Ted发怒，并打算與Ted絕交。
Ted找到了约翰所住的飯店，并告诉他还有挽回羅莉的机会。起初约翰并不想看见他，还为此爆发打斗，但后来两人和解。与此同时，瑞斯开始追求羅莉，并带她去看爵士乐歌手諾拉·瓊斯的演唱会。Ted宣稱他在1980年代流行女歌手Belinda Carlisle的家中，與諾拉·瓊斯發生過一夜情，由于诺拉与Ted的旧交，为了挽回约翰与羅莉的感情，諾拉允许约翰在她的演唱会上献唱，以挽回女友。虽然约翰的拙劣唱功遭到了包括瑞斯等其他观众的一致嘲笑，但羅莉却被他的诚意感动。此时过后，Ted和羅莉在她的公寓相见。Ted告诉羅莉，願意对约翰的过错负责，如果羅莉能与约翰能够溝通、和好，Ted會離去，永不打扰他们。羅莉答应了它的请求。但当Ted准备离开羅莉家的时候，唐尼和他的孩子罗伯绑架了Ted。
Ted千方百计地迷惑罗伯和唐尼，以换取打电话给约翰的时间，但电话打到中途，被唐尼切断。约翰和羅莉听出Ted处境危急，因此两人從唐尼给约翰的聯絡卡，找到了唐尼的家，但唐尼早就预测到约翰会过来救Ted，因此把Ted装到麻布袋裏逃亡。
约翰发现了他们并穷追不舍，并一直追到芬威球場。在球場，唐尼竭尽全力不让约翰他倆救走Ted，但在追逐过程中，Ted在唐尼拉扯下被撕成两半。这时一辆警车赶来，而唐尼借机逃走。约翰和羅莉在捡Ted碎落一地的绒毛时，Ted用尽最后的力气告诉约翰和羅莉，對自己的一生所作所为懺悔，并希望他们能幸福生活。Ted说完之后，魔法消失，也就意味着它的死亡。
约翰和羅莉回家后，无法接受Ted的死。他们開始為它手術，尝试了多种办法让Ted复活，但毫无效果。那天晚上，羅莉许了個愿，与此同时，一颗大大的流星从天而降。第二天，当约翰和羅莉醒来时，发现Ted奇迹般复活了。但羅莉解釋前晚她並沒有希望牠復活，而是希望能過最好最原始的生活。三人最后再次成为了形影不离的好朋友。
约翰和羅莉结婚，而証婚的人不是牧師或神父，而是山姆·瓊斯。而Ted也适应了没有约翰的生活，而Ted與妲蜜琳的公然調情行徑，博得了古怪老闆的歡心，不仅没使Ted被解雇，还被晋升为超市经理。
而该电影最末的旁白也點出了其他人的结局：瑞斯最后对羅莉死心，患上极度严重的憂鬱症，最后死于漸凍人症；唐尼由于「绑架绒毛玩具」的罪名被逮捕，但警方后来把他放了，因为絨毛玩具本身並沒有美國憲法賦予的人權；山姆·瓊斯回到洛城尝试在好莱坞復出，最后与布蘭登·勞斯有染；罗伯后来师从一位私人健身教练，减肥数十磅，藝名泰勒·洛特纳，成為电影《暮光之城2》的男主角。

## 演员陣容
| 演員                              | 角色                           | 備註                                                        |
| 馬克·華伯格 Mark Wahlberg         | 約翰·班奈特 John Bennett       | 男主角                                                      |
| 蜜拉·庫妮絲 Mila Kunis            | 羅莉·柯林斯 Lori Collins       | 女主角                                                      |
| 塞思·麥克法蘭 Seth MacFarlane     | 泰德 Ted                       | 配音兼動作捕捉演出                                          |
| 喬爾·麥克哈爾 Joel McHale         | 雷克斯 Rex                     | 羅莉的上司，有錢又好色，時常藉機接近羅莉 最後死於莫名的疾病 |
| 乔瓦尼·瑞比西 Giovanni Ribisi     | 唐尼 Donny                     | 亟欲擁有泰德而導致精神失常的男性                            |
| 愛汀·明克斯 Aedin Mincks          | 羅伯特 Robert                  | 唐尼的兒子，最後成為泰勒·洛特纳                             |
| 派屈克·華博頓 Patrick Warburton   | 蓋伊 Guy                       | 約翰的公司同事，鬥陣俱樂部愛好者                            |
| 麥特·華許 Matt Walsh              | 湯瑪斯 Thomas                  | 約翰的上司，曾被約翰翹班的爛理由所騙                        |
| 潔西卡·巴斯 Jessica Barth         | 甜美琳 Tami-Lynn               | 泰德的收銀員同事，也是牠的女友                              |
| 比爾·史密托維奇 Bill Smitrovich   | 法蘭克·史蒂芬斯 Frank Stevens  | 泰德的上司，性情古怪，经常以奇怪的理由給予職員升遷          |
| 拉爾夫·加曼 Ralph Garman          | 史蒂夫·班奈特 Steve Bennett    | 約翰的父親                                                  |
| 愛雷克斯·伯斯汀 Alex Borstein     | 海倫·班奈特 Helen Bennett      | 約翰的母親                                                  |
| 蘿拉·范德沃 Laura Vandervoort     | 譚雅·泰利 Tanya Terry          | 蘿莉的同事                                                  |
| 潔西卡·史崔普 Jessica Stroup      | 崔西 Tracy                     | 蘿莉的同事                                                  |
| 山姆·J·瓊斯 Sam J. Jones          | 飾演自己                       | 約翰小時候收看的英雄影集「飛俠哥頓Flash Gordon」的男主角    |
| 諾拉·瓊斯 Norah Jones             | 飾演自己                       | 女歌星，泰德前女友                                          |
| 湯姆·史基瑞 Tom Skerritt          | 飾演自己                       | 美国影星，曾出演电影《壮志凌云》                            |
| 伍立義 Robert Wu                  | 王明 Asian Man "Ming"          | 華人鄰居                                                    |
| 柏特·曼利 Bretton Manley          | 約翰·班奈特 Young John Bennett | 8歲的約翰                                                   |
| 萊恩·雷諾斯 Ryan Reynolds         | 傑瑞德 Jarred                  |                                                             |
| 塔拉·史壯 Tara Strong             | 泰德"I love you"發音配音       | 泰德"I love you"發音配音                                    |
| 帕特里克·斯图尔特 Patrick Stewart | 電影旁白                       | 電影旁白                                                    |

## 制作
本片是导演塞思·麦克法兰执导的首部电影。2011年5月在马萨诸塞州的波士顿和 Swampscott 拍攝。

## 评价
爛番茄新鮮度67%，基於204條評論，平均分為6.4/10，而在Metacritic上得到62分，IMDB上獲得7分。
今日美國：“这是一部笑料十足的喜剧片，沃尔伯格一改往日的形象，扮演了一个童心过剩的老男孩，但值得赞美的是，影片的包袱并不弱智，让人耳目一新。” 
紐約時報：“影片的活泼基调让人深感愉悦，马克精彩的表演是全片最大的亮点，他确实比泰迪熊还可爱。”

## 奖项
| 頒獎典禮           | 獎項         | 結果 |
| ------------------ | ------------ | ---- |
| 第85屆奥斯卡金像奖 | 最佳原创音乐 | 提名 |

## 票房
北美方面，首周末收获5410万美元，名列第一位。次周末收3259万名列第二，10天累计1.2024亿。
台灣方面，首週四天票房為新台幣6000萬元；7月12日，上映八天全台票房破億；第三週票房累計至新台幣2億元；最終全台票房為新台幣2.44億元。
| 上一届： 《勇敢传说》            | 2012年美國週末票房冠軍 第26周    | 下一届： 《蜘蛛人：驚奇再起》   |
| 上一届： 《蜘蛛人：驚奇再起》    | 2012年台北週末票房冠軍 第27-28週 | 下一届： 《黑暗騎士：黎明昇起》 |
| 上一届： 《生化危機之滅絕真相》  | 2012年香港一週票房冠軍 第39-41週 | 下一届： 《整容天后》           |
| 上一届： 《全職獵人 緋色の幻影》 | 2013年日本週末票房冠軍 第3-6週   | 下一届： 《虎膽龍威5》          |